# بينو غوتنبرغ
بينو غوتنبرغ (بالإنجليزية: Beno Gutenberg)‏ (يونيو 4، 1889 – يناير 25، 1960) عالم زلازل ألماني - أمريكي، قدم عدة مساهمات هامة في علم الزلازل. وكان زميل ومستشار تشارلز فرانسيس ريشتر في معهد كاليفورنيا التقني للتكنولوجيا ومتعاون ريختر في تطوير مقياس ريختر لقياس حجم الزلازل.

## نشأته
(25 يناير 1960 - 4 يونيو 1889)
ولد غوتنبرغ في دارمشتات بألمانيا، وحصل على الدكتوراه في الفيزياء من جامعة غوتنغن في عام 1911. كان إميل فيكت معلمه. خلال الحرب العالمية الأولى، خدم غوتنبرغ في الجيش الألماني باعتباره راصد جوي في دعم عمليات حرب الغازات السامة. أحتل غوتنبرغ عدة مناصب في جامعة ستراسبورغ وخسرها عندما أصبحت ستراسبورغ فرنسية في عام 1918. وبعد عدة سنوات من عمله في الحفاظ على مصنع والده للصابون ، حصل في عام 1926 على درجة الأستاذية الإعدادية في جامعة غوته في فرانكفورت، التي تدر دخلا معاشيا سيئا.